# Międzynarodowa Konferencja Jeziora Bodeńskiego
Międzynarodowa Konferencja Jeziora Bodeńskiego (niem. die Internationale Bodenseekonferenz IBK) jest organizacją skupiającą regiony nadgraniczne czterech państw:
1. Republiki Federalnej Niemiec,
2. Konfederacji Szwajcarii,
3. Republiki Austrii oraz
4. Księstwa Liechtenstein.

Regiony te leżą bezpośrednio nad Jeziorem Bodeńskim lub w jego okolicach.

## Skład organizacji
- Badenia-Wirtembergia
- Szafuza,
- Zurych,
- Turgowia,
- St. Gallen,
- Appenzell Ausserrhoden,
- Appenzell Innerrhoden,
- Księstwo Liechtenstein,
- Vorarlberg
- Bawaria.

Całkowita powierzchnia, jaką zajmują obszary należące do IBK to 16186,6 km². Powierzchnia rolna zajmuje 55% terytorium, lasy 32%, tereny przeznaczone pod osadnictwo i przemysł – 10%. Między obszarami członkowskimi są bardzo duże różnice w zagospodarowaniu przestrzennym terenu, np. w kantonie Zurych tereny osadnicze to 20% całej powierzchni kantonu, gdy np. w Appenzell Innerrhoden 4%.
Teren ten zamieszkuje 3,7 mln ludzi. Średnia gęstość zaludnienia to 228 osób/km². 2/3 osób czynnych zawodowo pracuje w usługach, jedynie 4,5% ludności pracuje w rolnictwie.
Głównym celem IBK jest stworzenie z regionów Jez. Bodeńskiego atrakcyjnych terenów do życia, turystyki, rozwoju przemysłu, jak również ochrona miejscowych skarbów fauny i flory.
Bardzo ważnym zadaniem, jakie stawiają sobie członkowie, jest szeroko pojęta integracja tych terenów, a także wzmacnianie poczucia regionalnej tożsamości ludności tam zamieszkującej.
Przez wspólnie opracowywanie projekty oraz wspólną politykę w wielu dziedzinach, członkowie chcą wnieść swój wkład w przełamywanie barier, jakimi są granice międzypaństwowe.

## Historia Międzynarodowej Konferencji Jeziora Bodeńskiego
- 1972 rok – utworzenie nieformalnej platformy dyskusji na temat zagospodarowania przestrzennego regionu oraz ochrony środowiska naturalnego okolic jeziora Bodeńskiego, w szczególności podnoszono problem czystości wód i analizowano sposoby wspólnego oczyszczania wód powierzchniowych.
- 1972 rok – z inicjatywy ówczesnego premiera kraju związkowego Badenii-Wirtembergii Hansa Filbingera odbyło się w uzdrowisku leżącym po niemieckiej stronie granicy – Konstancji – spotkanie szefów regionalnych rządów krajów związkowych / kantonów: Badenii-Wirtembergii, Bawarii, Vorarlbergu, Szafuzy, Zurychu, Turgowii, St. Gallen i Gryzonii. Przedstawiciele regionów rozmawiali o przemyśle, kulturze, wspólnych projektach, a także stworzeniu regionalnych mediów wspólnych dla wszystkich zgromadzonych. Dyskutowano również o wzmocnieniu współpracy transgranicznej.

Podjęto wówczas także rezolucję o utworzeniu stałego forum dyskusji i współpracy. Cele i zadania przyszłej organizacji rezolucja określała bardzo ogólnie, zostawiono dużą przestrzeń do dalszych negocjacji. W zamyśle organizatorów, organizacja ta miał być luźnym forum wymiany myśli i doświadczeń, na początku nie przewidywano możliwości instytucjonalizacji współpracy.
Głównymi zagadnieniami, którymi miała zająć się organizacja było wciąż tylko planowanie przestrzenne oraz ochrona środowiska.
- 1978 rok – umowa o głębszej politycznej współpracy;

Z inicjatywą pogłębienia politycznej współpracy, podczas spotkania szefów regionalnych rządów w Bregencji wyszedł przedstawiciel kraju związkowego Vorarlberg – Herbert Kessler. Obok częstych zebrań przedstawicieli poszczególnych regionów na szczeblu urzędniczym, miały się także odbywać regularnie posiedzenia wysokich przedstawicieli na płaszczyźnie politycznej.
- 1979 rok – pierwsze spotkanie na szczeblu szefów resortów i rządów. Od tej pory konferencje przedstawicieli regionów członkowskich odbywają się regularnie raz w roku. Wraz ze zmianą formuły współpracy nastąpiła też zmiana nazwy organizacji na „Die Internationale Bodenseekonferenz” (IBK).
- 1990 rok – dalsze określenie zadań współpracy i struktury organizacyjnej IBK.

Uchwalono wówczas statut oraz po raz pierwszy wyznaczono długoterminową strategię współpracy. Decyzje podjęte podczas konferencji obowiązywały aż do pierwszego stycznia 2003 roku, kiedy to uchwalono nowy statut.
Statut przyjęty w 1990 roku był niezbędnym kompromisem, aby móc wzmocnić więzi łączące regiony jez. Bodeńskiego oraz poczucie wspólnoty ludzi tam zamieszkujących.
- 1993 rok – przystąpienie szwajcarskich półkantonów Appenzell Ausserrhoden i Appenzell Innerrhoden do IBK;

Appenzell-Außerrhoden i Appenzell-Innerrhoden zgodnie z decyzją szefów rządów i resortów zostały przyjęte do IBK podczas 14 konferencji szefów rządu IBK w dniu 3 grudnia 1993 rok.
- 1994 rok – przyjęcie statutu, uchwalenie „wiodących wzorów” Jeziora Bodeńskiego – „Bodenseeleitbild” oraz otwarcie REGIO-Büro

IBK chce wykorzystywać wielorakie szanse rozwojowe obszaru jeziora Bodeńskiego, szczególnie wspierać rozwój społeczny a także ochronę środowiska, jak również wzmacniać regionalny patriotyzm. Do realizacji tych celów powinny służyć „wiodące wzory”. Program ten został przyjęty 14 grudnia 1994 roku w Meersburgu podczas Konferencji Szefów Rządów. Uchwalenie „Bodenseeleitbild” miało uaktualnić i uzupełnić umowy dwustronne niemiecko – szwajcarskie i niemiecko-austriackie o zagospodarowaniu przestrzennym z 1982 roku. Program ten ukazywał obiektywne obszary, od których uzależniony jest rozwój regionu. Uwzględniał on przy tym różnorakie uwarunkowania przyrodnicze i społeczne obszarów nadgranicznych.
Podczas Konferencji został także przyjęty Statut IBK, określający cele i zasady funkcjonowania organizacji, a także podjęto decyzję o otwarciu REGIO-Büro, które miało być punktem informacyjnym.
- 1998 rok – przystąpienie kantonu Zurych i Księstwa Liechtenstein do IBK

Wcześniej regiony te miały status obserwatora, natomiast podczas XIX Konferencji Szefów Rządów 19 listopada 1998 roku uzyskały pełnię praw członkowskich. Od tej pory IBK liczy 10 członków.
- 2003 rok – założenie Biura IBK

W styczniu 2003 roku Biuro IBK z siedzibą w Konstancji przejmuje dotychczasowe zadania REGIO-Büro. Biuro IBK ma podtrzymywać współpracę wewnątrz organizacji oraz jest głównym punktem informacyjnym dla mieszkańców regionu.
- 2005 rok – przyjęcie nowego statutu

## Organy Międzynarodowej Konferencji Jeziora Bodeńskiego
Struktura organizacyjna IBK jest typowa dla tego typu organizacji międzyregionalnych. Wiodącą rolę odgrywają coroczne sesje Konferencji Szefów Rządów oraz Stały Komitet, natomiast działalnością IBK na co dzień zajmuje się Przewodniczący oraz Biuro IBK w Konstancji. Oprócz tego funkcjonują liczne komisje i grupy robocze.

### Konferencja Szefów Rządów
W sesjach Konferencji biorą udział szefowie rządów regionów członkowskich lub też inni przedstawiciele rządów regionów członkowskich, którzy zostali przez te organy regionalne wybrani stałymi przedstawicielami.
Konferencja zajmuje się wytyczaniem długofalowych działań organizacji, a także rozwiązywaniem najpoważniejszych problemów, które wynikły w trakcie działalności IBK, a nie mogą być rozwiązane przez organy niższego szczebla. Organ ten uchwala budżet na następny rok oraz przyjmuje sprawozdanie z wykonania budżetu z minionego okresu. Konferencja ma także prawo wydawania rezolucji i zaleceń regionom członkowskim.
Konferencja Szefów Rządu z reguły odbywa się raz do roku na oficjalnym posiedzeniu, które jest zwoływane przez przewodniczącego IBK. Dodatkowo szefowie regionów spotykają się również co roku na nieformalnym spotkaniu, na tzw. „rozmowach strategicznych”. Spotkanie to stwarza możliwość przedyskutowania w swobodnej atmosferze nowych potrzeb regionu a także najnowszych osiągnięć.
Ostatnia Konferencja Szefów Rządów odbyła się w grudniu 2006 roku w Zurychu. Głównym tematem spotkania było podsumowanie osiągnięć IBK podczas przewodnictwa kantonu Zurych, działalność Międzynarodowej Szkoły Wyższej Bodensee (IBH) oraz wykonywanie zadań Agendy 21.

### Przewodnictwo Międzynarodowej Konferencji Jeziora Bodeńskiego
Od 2003 roku region członkowski, który sprawuje przewodnictwo w IBK, zmienia się co roku. Region ten jest wybierany jednomyślnie podczas Konferencji Szefów Rządów przez wszystkich członków.
Przewodniczącym organizacji jest szef rządu regionu członkowskiego lub stały przedstawiciel w Komitecie.
Przewodniczący IBK reprezentuje organizację na zewnątrz. Jego
zadaniem jest także zwoływanie i prowadzenie Konferencji Szefów Rządu.
Region przewodniczący organizacji rozwiązuje również bieżące problemy IBK. W jego działaniach wspiera go Biuro IBK.
W zeszłym roku regionem, który przewodniczył IBK był kanton Zurych. Natomiast od stycznia 2007 roku organizacją kieruje Otmar Hasler, szef rządu Księstwa Liechtenstein.

### Stały Komitet
Głównym zadaniem Stałego Komitetu jest przygotowanie Konferencji Szefów Rządu, a także nadzór nad wykonywaniem jej postanowień. Składa się ona z kierowniczych urzędników regionów członkowskich.
Do jej obowiązków należą następujące zadania:
- bieżący nadzór nad IBK
- przygotowanie Konferencji Szefów Rządu i realizacja postanowień podjętych podczas tej konferencji
- wcześniejsze przygotowanie punktów spornych, które będą tematem prac IBK w nadchodzącym roku
- tworzenie, nadzór i koordynacja prac komisji i grup roboczych
- nadzór nad wykonywaniem budżetu oraz przygotowanie projektu budżetu na nadchodzący rok
- nadzór nad Biurem, włącznie z decyzjami personalnymi, jak również przyjmowanie sprawozdań rocznych, rocznych programów oraz kosztorysów wstępnych
- informowanie opinii publicznej o pracach IBK, dbanie o Public Relations organizacji
- podtrzymywanie kontaktów z innymi organizacjami transgranicznymi, szczególnie funkcjonującymi na terenie regionu Jeziora Bodeńskiego

Stały Komitet podejmuje także decyzje w pozostałych przypadkach, jeżeli Konferencja Szefów Rządów upoważniła go do tego.
Stałemu Komitetowi przewodniczy region członkowski, który w danym roku przewodniczy IBK.
W obradach Stałego Komitetu bierze udział:
- po jednym przedstawicielu z każdego regionu członkowskiego
- dodatkowe miejsce posiada region Bawaria, która oprócz przedstawiciela całego kraju związkowego wysyła także przedstawiciela Landratu Lindau (Bodensee)
- kraj związkowy Badenia-Wirtembergia posiada 2 dodatkowe miejsca, co dwa lata miejsca te przypadają reprezentantom rejonów: Konstancja i Tybinga lub Fryburga i powiatu Jezioro Bodeńskie
- przewodniczący komisji i grup roboczych
- reprezentanci Międzynarodowej Komisji Ochrony Zasobów Wodnych w Regionie Jeziora Bodeńskiego (IGKB) oraz Komisji Zagospodarowania Przestrzennego Jeziora Bodeńskiego
- przedstawiciel Biura IBK
- w szczególnych przypadkach w pracach Komitetu mogą brać udział eksperci z dziedziny, która jest przedmiotem dyskusji

Z reguły posiedzenia Stałego Komitetu odbywają się trzy razy w roku. Każdorazowo Komitet decyduje, w jakim składzie spotka się na kolejnym posiedzeniu.

### Siedziba
Siedzibą Międzynarodowej Konferencji Jeziora Bodeńskiego jest Konstancja, gdzie znajduje się Biuro IBK. Personel biura podlega administracji Prezydium Fryburga.
Zadania Biura IBK:
- odpowiadanie na pytania dotyczące współpracy transgranicznej
- powiadamianie o problemach mieszkańców regionu inne organy Konferencji
- udzielanie informacji o REGIO BODENSEE i jego członkach
- doradztwo w sprawach wykorzystania funduszy unijnych
- magazynowanie informacji na temat publicznych i prywatnych instytucji funkcjonujących na obszarze okręgu Jeziora Bodeńskiego
- udzielanie dostępu do dokumentów IBK
- dbanie o dobry wizerunek IBK

### Tryb głosowania i podejmowania uchwał
Podczas Konferencji Szefów Rządów regionów członkowskich oraz w Stałym Komitecie, każdy członek dysponuje jednym głosem.
Decyzje podejmowane są jednogłośnie. Jeżeli jakieś region członkowski nie wziął udziału w głosowaniu lub wstrzymał się od głosu, podjęta uchwała nie obejmuje jego terytorium.

### Komisje i grupy robocze
W celu przygotowania i realizacji postanowień podejmowanych podczas Konferencji Szefów Rządów oraz Stałego Komitetu, powołano do życia komisje:
1. wykształcenie, nauka i badania – powstała w 1992 roku w celu wyrównania szans edukacyjnych w regionie, komisja śledzi i porównuje cele, ofertę naukową i współpracę obszarów członkowskich; komisja ta gromadzi też dane statystyczne odnośnie do regionów członkowskich
2. kultura – powstała w 1989 roku aby propagować regionalne tradycje i wiedzę o kulturze i obyczajach sąsiednich obszarów, jak również w celu wzmocnienia tożsamości lokalnej mieszkańców; dzięki działalności komisji powstała m.in. biblioteka IBK, organizuje ona także liczne przedsięwzięcia np. konkurs recytatorski w listopadzie 2006 r. dla dzieci i młodzieży czy wernisaże sztuki młodych artystów
3. służba publiczna – powstała w 1992 roku w celu wzmacniania współpracy między mediami regionalnymi a także informowania opinii publicznej o działalności IBK; w 2002 roku komisja zorganizowała zawody fotograficzne „Oblicze Regionu Jeziora Bodeńskiego”; komisji podlega grupa robocza „Internet”
4. środowisko naturalne – jedna z najważniejszych komisji IBK, powstała wraz z powołaniem IBK do życia, zajmuje się koordynowaniem działań regionów członkowskich w celu ochrony środowiska naturalnego, ze szczególnym uwzględnieniem wód lądowych; obecnie realizuje program „Gemeinsam für Boden und See” – cykl wystaw i festiwali promujących dbanie o nasza planetę; komisja powołała także m.in. grupę roboczą, której zadaniem jest monitorowanie emisji gazów cieplarnianych do atmosfery
5. transport – komisja powstała w początkowych latach funkcjonowania IBK, zajmuje się dopasowaniem transportu lądowego do potrzeb mieszkańców obszaru, dzięki jej staraniom został wydany bilet „Euregio Bodensee”, który jest honorowany we wszystkich regionach członkowskich; prowadzi też portal internetowy z rozkładem jazdy środków komunikacji; nadzoruje taż budowę sieci dróg rowerowych
6. gospodarka – komisja powstała pod koniec 1992 roku, aby wzmocnić współpracę gospodarczą regionu; nadzoruje także rynek pracy w regionie i prowadzi szkolenia zawodowe
7. zdrowie i opieka socjalna – najpierw funkcjonowała jako grupa ad hoc, dopiero w 1998 roku została przekształcona w pełnoprawną komisję; od 2002 roku zajmuje się m.in. tematem „Telemedycyny”; obecnie realizuje np. program „Szkoła bez papierosów”, czy „…mimo wszystko zdrowy”

W razie potrzeby, przewodniczący komisji w porozumieniu ze Stałym Komitetem, może także utworzyć grupy robocze. Grupy te są zazwyczaj powoływane na określony czas, aby zrealizować konkretne zadanie. Podlegają one bezpośrednio przewodniczącemu komisji, który tę grupę powołał.
Komisje i grupy robocze są w stałym kontakcie ze Stałym Komitetem. Mają one obowiązek składania sprawozdań ze swojej działalności. Stały Komitet wyłania także spośród regionów członkowskich przewodniczących komisji.

### Budżet
IBK dysponuje rocznym budżetem, który przeznaczany jest na pokrycie kosztów obsługi biura, koszty związane z działalnością publiczną organizacji oraz projekty ad hoc.
Wielkość budżetu jest corocznie ustalana przez członków, natomiast procentowy wkład każdego członka jest stały i wynosi:
- Badenia-Wirtembergia – 33,3%
- Szafuza – 6,7%
- Zurych – 11,45%
- Turgowia – 11%
- St. Gallen – 11,45%
- Appenzell Ausserrhoden – 3,55%
- Appenzell Innerrhoden – 2,5%
- Księstwo Liechtenstein – 3,55%
- Vorarlberg – 9,2%
- Bawaria – 7,3%

Koszty projektów, które nie są finansowane bezpośrednio z budżetu, pokrywają regiony członkowskie na podobnych zasadach, jak dzielą się wpłatami do budżetu.

### Członkowie stowarzyszeni
Regiony, które są zainteresowane przystąpieniem lub współpracą z IBK, mogą uczestniczyć w pracach IBK jako obserwatorzy.